# Lazar
Lazar Hrebeljanović (serbiskkyrillisk: Лазар Хребељановић; født 1329 på Prilepac fort, nær Novo Brdo, Kosovo, død 1389 i slaget på Solsortesletten, Fushë Kosovë, Kosovo) var en serbisk fyrste (knez) af Moravisk Serbien, der opstod på ruinerne af det kortvarige serbiske zarrige, som eksisterede fra 1346 til 1371.
Lazar ledte en koalition bestående af serbere, bosniere, albanere, bulgarere og rumænere mod den invaderende hær fra Det Osmanniske Rige under kommando af sultan Murad Hudavendigar i slaget på Solsortesletten i 1389.
Både Lazar og den osmanniske sultan, Murad I, omkom under slaget. Der er rejst et serbisk mindesmærke for Lazar og ét for Murad I på Solsortesletten.